# Malattia autoimmune
Con malattia autoimmune, in medicina, si indica l'alterazione del sistema immunitario che dà origine a risposte immuni anomale o autoimmuni, cioè dirette contro componenti dell'organismo umano, in grado di determinare un'alterazione funzionale o anatomica del distretto colpito. Vi sono almeno 80 tipi di malattie autoimmuni conosciute. Quasi tutte le parti dell'organismo possono essere coinvolte. I sintomi più comuni includono febbre di lieve entità e una sensazione di stanchezza. Spesso questi sintomi sono discontinui.
La causa è generalmente sconosciuta. Alcune malattie autoimmuni, come il lupus, ricorrono nella storia famigliare e alcuni casi possono essere scatenati da infezioni o altri fattori ambientali. Alcune patologie comuni generalmente considerate di eziologia autoimmune includono la celiachia, il diabete mellito di tipo 1, la malattia di Graves, l'endometriosi, le malattie infiammatorie intestinali, la sclerosi multipla, la psoriasi, l'artrite reumatoide e il lupus eritematoso sistemico. La diagnosi può essere difficile da determinare, in quanto molte di queste malattie presentano sintomi simili.
Il trattamento dipende dal tipo e dalla gravità della condizione. Spesso vengono utilizzati farmaci antinfiammatori non steroidei (FANS) e immunosoppressori. Occasionalmente può essere fatto ricorso anche all'immunoglobulina per via endovenosa o sottocutanea. Sebbene il trattamento solitamente migliori i sintomi, in genere non riesce a curare la malattia.
Circa 24 milioni (il 7%) di statunitensi sono affetti da una malattia autoimmune. Le donne sono più comunemente interessate rispetto agli uomini e solitamente la condizione insorge durante l'età adulta. Le prime descrizioni delle malattie autoimmuni si ebbero all'inizio del XX secolo.

## Caratteristiche
Il concetto di malattia autoimmune non coincide con quello di reazione autoimmune, dato che quest'ultimo fenomeno biologico è in realtà estremamente frequente nell'ambito delle normali funzioni di difesa assolte dal sistema immunitario. Ad essere coinvolto può essere un organo oppure alcuni tessuti.
L'elemento distintivo della malattia autoimmune è l'incapacità del sistema immunitario di spegnere i processi diretti contro l'organismo al termine di una fisiologica risposta infiammatoria o di prevenirne lo sviluppo al di fuori di essa. Il processo di attacco autoimmune contro antigeni può essere confinato a singoli distretti, tessuti, organi o apparati o avere ricadute dirette o indirette sull'intero organismo (malattia autoimmune sistemica o malattia sistemica).

## Sintomatologia
Ciascuna malattia autoimmune presenta caratteristiche patogenetiche peculiari (a partire dal tipo di reazione autoimmune prevalente e dalla sede di danno); ciò determina un'ampia variabilità di quadri clinici. Tuttavia dato il ruolo centrale della flogosi nell'innesco e nello svolgimento delle reazioni immunitarie è frequente il riscontro di segni obiettivi (tumor, calor, rubor, dolor, functio laesa) e biochimici (VES, PCR, consumo del complemento, anticorpi specifici) d'infiammazione in atto.

## Cause
Posto che le malattie autoimmuni derivino da un'alterata e dannosa risposta verso il proprio organismo, sono ancora poco chiari i fattori determinanti nel provocare questo tipo di condizione patologica o nel renderla stabile nel tempo. Studi recenti dimostrano che il SARS-CoV-2 è un fattore scatenante di risposte autoimmuni (studio osservazionale, manca la fisiopatologia per poterlo dimostrare).

### Fattori ambientali
Oltre al ruolo dei fattori genetici, deve essere considerato l'impatto di fattori ambientali (come infezioni virali o batteriche) nel provocare il passaggio da una semplice suscettibilità per la patologia in questione alla malattia conclamata.

### Fattori genetici
Si suppone, come per la maggior parte delle malattie, che parte della suscettibilità allo sviluppo di malattie autoimmuni sia dovuta a fattori genetici; determinanti ad esempio le caratteristiche biochimiche delle strutture preposte alla presentazione antigenica (complessi maggiori d'istocompatibilità o MHC) o i meccanismi di sviluppo della tolleranza verso il self.
A questo proposito un esempio eclatante di controllo genetico sullo sviluppo della tolleranza verso il self è costituito dal gene AIRE (cromosoma 21q22.3). Quest'ultimo infatti promuove l'espressione di una vasta gamma di antigeni normalmente espressi a livello di vari distretti dell'organismo a livello delle cellule dell'epitelio timico, contro le quali si cimentano i linfociti T immaturi in attesa di subire i cosiddetti processi di selezione negativa e positiva (che determinano la sopravvivenza dei soli linfociti T in grado di legarsi ai complessi MHC e di non rispondere eccessivamente conto il self). Mutazioni nel gene AIRE riducono significativamente il repertorio di antigeni self contro i quali il sistema immunitario viene addestrato a non reagire e di conseguenza, non appena i linfociti T vengono liberati dal timo nel torrente circolatorio, hanno luogo molteplici processi di sensibilizzazione del sistema immunitario contro componenti del self, configurando il quadro di una grave malattia autoimmune nota come APECED (autoimmune polyendocrinopathy-candidiasis-ectodermal dystrophy) o come APS-1 (autoimmune polyglandular syndrome type 1).
Essi possono essere:
- specifici a organi: prevalentemente tiroide (p. es. tiroidite di Hashimoto), stomaco (p. es. anemia perniciosa, gastrite cronica), pancreas (p. es. diabete mellito I), surreni (p. es. Malattia di Addison), intestino (p. es. rettocolite ulcerosa e malattia di Crohn)
- non specifici a organi con reazioni immunitarie contro autoantigeni di diversi tessuti e deposito sistemico di complessi autoimmunitari:
  - articolazioni (p. es. artrite reumatoide)
  - reni (p. es. Lupus eritematoso sistemico)
  - derma (p. es. sclerodermia)
  - muscoli (p. es. dermatomiosite)
- forme varie come p. es.:
  - sindrome di Churg-Strauss
  - sindrome di Goodpasture
  - miastenia gravis
  - pemphigus vulgaris
  - pemphigoide
  - oftalmia simpatica
  - uveite facogene
  - anemia emolitica autoimmune
  - malattia di Werlhof
  - cirrosi biliare primitiva
  - epatite autoimmune
  - sindrome di Sjögren
  - sclerosi multipla
  - sindrome di Susac
  - alopecia areata

## Terapia
Generalmente si somministrano corticosteroidi, antinfiammatori e/o immunosoppressori.